# Arcadio (nome)
Arcadio  è un nome proprio di persona italiano maschile.

## Varianti
- Maschili: Arcade[1], Arcadione[1]
- Femminili: Arcadia[3]

### Varianti in altre lingue
- Armeno: Արկադի (Arkadi, Arkady)
- Basco: Arkadio
- Catalano: Arcadi[4]
  - Femminili: Arcadia[4]
- Ceco: Arkád
- Croato: Arkadije

- Greco antico: Αρκάδιος (Arkadios)[2][4][5]
  - Femminili: Αρκαδια (Arkadia)
- Latino: Arcadius[1][2][5], Arcas[1]
  - Femminili: Arcadia
- Lituano: Arkadijus
- Polacco: Arkadiusz[5]

- Portoghese: Arcádio
- Russo: Аркадий (Arkadij)[5]
- Slovacco: Arkád
- Sloveno: Arkadij
- Spagnolo: Arcadio[4]
  - Femminili: Arcadia[4]
- Ungherese: Arkád, Árkád

## Origine e diffusione
Continua il nome greco antico Αρκάδιος (Arkadios), un etnonimo riferito alla regione greca dell'Arcadia, e significa quindi "[proveniente] dall'Arcadia", "[nativo] dell'Arcadia". Venne adattato in latino come Arcadius, ed entrò in uso fra i romani dapprima come cognomen, e poi come nomen

## Onomastico
L'onomastico può essere festeggiato in memoria di più santi, alle date seguenti:
- 12 gennaio, sant'Arcadio, martire a Cesarea in Mauritania sotto Diocleziano[3][4][6][7]
- 4 marzo, sant'Arcadio, vescovo, evangelizzatore e martire a Cipro[7]
- 1º agosto, sant'Arcadio, vescovo di Bourges[7]
- 27 agosto, sant'Arcadio, imperatore, venerato dalle Chiese orientali[6]
- 13 novembre, sant'Arcadio di Salamanca, martire con altri compagni in Africa (o a Medina del Campo) sotto Genserico[6][7]

## Persone
- Arcadio, imperatore bizantino

Arcadio Spinozzi

- Arcadio di Antiochia, grammatico greco antico
- Arcadio II di Cipro, vescovo cipriota
- Arcadio di Mauritania, santo romano
- Arcadio María Larraona Saralegui, cardinale spagnolo
- Arcadio Lobato, illustratore e fumettista spagnolo
- Arcadio López, calciatore argentino
- Arcadio Spinozzi, calciatore e allenatore di calcio italiano
- Arcadio Venturi, calciatore italiano

### Variante Arkadij
- Arkadij Afanas'ev, calciatore russo
- Arkadij Babčenko, giornalista e scrittore russo
- Arkadij Belyj, giocatore di calcio a 5 russo
- Arkadij Bočkarëv, cestista sovietico
- Arkadij Naiditsch, scacchista tedesco
- Arkadij Strugackij, scrittore russo
- Arkadij Dmitrievič Švecov, ingegnere sovietico
- Arkadij Vjatčanin, nuotatore russo

### Variante Arkadiusz
- Arkadiusz Aleksander, calciatore polacco
- Arkadiusz Bąk, calciatore polacco
- Arkadiusz Głowacki, calciatore polacco
- Arkadiusz Godel, schermidore polacco
- Arkadiusz Milik, calciatore polacco
- Arkadiusz Nowinowski, schermidore polacco
- Arkadiusz Onyszko, calciatore polacco
- Arkadiusz Radomski, calciatore polacco
- Arkadiusz Skrzypaszek, pentatleta polacco

### Altre varianti maschili
- Arkadi Andreasyan, calciatore e allenatore di calcio armeno
- Arkady Dokhoyan, calciatore armeno
- Arkadi Ghukasyan, politico armeno
- Arkady Ter-Tatevosyan, generale armeno

### Variante femminile Arcadia
- Arcadia, figlia di Arcadio
- Arcadia, moglie di Zenone

## Il nome nelle arti
- Il nome "José Arcadio" è ricorrente nel romanzo di Gabriel García Márquez Cent'anni di solitudine, dove è portato da José Arcadio Buendía, capostipite della famiglia protagonista della storia, e da quattro dei suoi discendenti.
- Arcadia "Arkady" Darrell è un personaggio dei romanzi del Ciclo della Fondazione, scritti da Isaac Asimov.